# Tychowo
Pour les articles homonymes, voir Tychowo (homonymie).
Tychowo (en allemand : Groß Tychow) est une ville de la voïvodie de Poméranie-Occidentale, dans le nord-ouest de la Pologne. Elle est le siège de la gmina de Tychowo, dans le powiat de Białogard. Elle a obtenu le statut de ville le 1er janvier 2010.

## Histoire
De 1725 à 1945, Groß Tychow fait partie de l'arrondissement de Belgard-sur-la-Persante (de) dans le district de Köslin au sein de la province de Poméranie.